# ダブルクロス・リプレイ
『ダブルクロス・リプレイ』とは、菊池たけしによるダブルクロスのリプレイ作品。イラストはしのとうこおよび佐々木あかね。
『ダブルクロス』第二版である『ダブルクロス The 2nd Edition』を使用したリプレイ作品である。

## 概略
このリプレイは『ダブルクロス』第二版である『ダブルクロス The 2nd Edition』での初のリプレイ作品であるとともに、『ダブルクロス』を使用したリプレイで初めて文庫本で出版された作品であり、また、菊池にとっても文庫本で出版される初のリプレイである。
『ダブルクロス』のゲームデザイナーである矢野俊策ではなく菊池がリプレイを執筆した理由について矢野は、当時文庫本形式のリプレイを執筆・出版できる人物はFEAR社内では菊池以外に存在しなかったと語っている。しかし菊池は、第一版のころからのファンがいて第二版でさらにファンを広げる目的のリプレイの執筆者が自分になったことにすごくプレッシャーを感じたと後に語っている。
第1巻は『ダブルクロス The 2nd Edition』の基本ルールブック発売とほぼ同時期に発売されている。そのため、当リプレイは『ダブルクロス』というゲームの紹介という側面を持つものである一方、『ダブルクロス The 2nd Edition』基本ルールブックに当リプレイとの関連性のある記述が含まれている（#『ダブルクロス』への影響参照）。
もともとは第1巻のみで完結している作品であったが、好評であったため急遽第2巻が出版されることになったと菊池は第2巻あとがきで記している。
イラストはしのが表紙および本文のシリアスなシーンを、佐々木が各話冒頭でのダイジェスト漫画、「なぜなにダブルクロス講座」、および本文のコミカルなシーンを担当している。

## 登場人物

### プレイヤー・キャラクター
並びはMission 01のPC番号順。なお、DロイスはMission 03から導入された。
檜山ケイト（ひやま けいと、プレイヤー：田中信二）
- コードネーム:ソニックブレード
- シンドローム:キュマイラ/ハヌマーン
- ワークス/カヴァー:高校生/高校生
- Dロイス:起源種

S市市内の高校に通う男子高校生。かなりの実力を有するオーヴァードとしてUGNとファルスハーツの双方に知られているが、本人は過去の出来事からその力を疎んじ、平穏な日常を愛している。
家族構成としては母親と暮らしているという描写はあるがそれ以外は不明。隣に住む年上の女子大学生に憧憬を抱いているが、第1巻で結希と恋人同士になる。
子供のころ、結希に似た女の子と遊んだ記憶がある。
戦闘時は獣となって接近戦を行う。
薬王寺結希（やこうじ ゆうき、プレイヤー：藤井忍）
- コードネーム:運命の導き手（フェイト・インジケーター）
- シンドローム:ノイマン/ノイマン
- ワークス/カヴァー:UGN支部長B/中学生
- Dロイス:複製体

S市支部長にわずか14歳で就任したUGNきってのエリートスタッフ。しかし、作中で部下が3度も全滅したため、「全滅支部長」という不名誉なあだ名を受けることとなった。また、年齢的には中学生なのにケイトと接触するため彼の通う高校に転校したため、その高校生とは思えない体型から学校では「こいのぼり」というあだ名で呼ばれることとなる。
普段はドジッ子で、困ったことがあったときや気が抜けたときに「はにゃ～」というのが口癖。しかし任務に当たっているときはノイマンらしく冷静になる。また、怒るとはんにゃのような顔になる。
昔、大事故に遭って死にそうになり、両親に疎まれていたこともあってそれ以来UGNで育てられた。子供のころ、ケイトに似た男の子と遊んだ記憶がある。
しかし、実際には結希は葵に何かがあった場合のコピーとして作られたクローンであり、小さいころの記憶はすべてオリジナルである葵のものである。コピーとしては葵の特殊能力を受け継がない失敗作である。
第1巻でケイトと恋人同士になる。
戦闘時は味方の能力をアップさせてサポートする。
上月永斗（こうづき ながと、プレイヤー：田中天）
- コードネーム:ガンズ&ローゼス
- シンドローム:モルフェウス/エンジェルハイロゥ
- ワークス/カヴァー:暗殺者/伝説の暗殺者
- Dロイス:生還者

父親と自身を「ロード・オブ・アビス」というオーヴァードに殺害されて以来、その仇を討つために暗殺者となった男。殺害された後自らはオーヴァードとして復活し、ジャームとして復活した父親を殺害している。母親は弟の司の出産時に死亡したため、現在の家族は司のみ。
一時期UGNにエージェントとして所属していたこともあり、UGNから非合法な依頼を受けることがある。
暗殺者としての能力は一流だが、戦闘以外の事柄は問題があり、言動が本筋からすぐに脱線することもしばしば。長い文章や漢字が苦手でレポートの類を受け取るとすぐに司に渡して読ませる。
戦闘時はバラの花をモルフェウスの能力で銃に変えて戦う。
上月司（こうづき つかさ、プレイヤー：矢野俊策）
- コードネーム:紺碧の刻印（アイスブランド）
- シンドローム:オルクス/サラマンダー
- ワークス/カヴァー:高校生/高校生
- Dロイス:変異種

ケイトの同級生で、UGNに積極的に協力するイリーガル。前述の通り、永斗の弟である。
「バカ兄貴に悩まされる弟」というスタンスで設定が作成されたためか、言動が暴走する永斗（というよりはプレイヤーの田中天）の制御役を任されている。
生活費は永斗によって振り込まれているが、永斗が戦闘の度にバラを浪費するためその額は少なく、常に貧乏である。
戦闘時は氷を使って遠距離から攻撃する。

### ノン・プレイヤー・キャラクター
""内はその人物のコードネームである。
"ブルー・ビースト"佐島祐一（さじま ゆういち）
ケイトの友人で、ケイトの隣の席に座る同級生。小学校時代、一緒にいたずらや冒険をしていた幼馴染である。
転校してきた結希に一目ぼれし、ケイトに協力を依頼しようと接近するのを妨害したりラブレターで呼び出したりする。
しかし、実は最近ジャームと化しており、長瀬の実験の一環として活動していた。結希へのアプローチもケイトが事件に関わらないうちにUGN支部長を抹殺しようとしたものであった。
"ロード・オブ・アビス"長瀬明（ながせ あきら）
UGN本部に勤める幹部で、結希をUGNに引き取った人物。任務中は厳しいが、結希と二人きりのときは優しい顔を見せる。
その正体はファルスハーツのエージェントであり、UGNを内部から壊滅させるため10年ほど前からUGNに潜入し、協力者を集めて反乱を起こす準備をしていた。
その一方で、葵の能力を使ってオーヴァードを大量発生させる研究をS市で行っていた。
"クイーン・オブ・ブルー"神崎葵（かんざき あおい）
Mission 01のラストで転校してきた少女。髪の長さと、左目が青いことを除けば結希にそっくりだが、雰囲気は葵のほうが上品である。
転校初日にケイトに懐かしげに話しかける一方、結希には冷たい視線を向ける。
その正体は長瀬の部下で、人間を任意にオーヴァードにする特殊能力を持つオーヴァードである。また、結希のオリジナルであり、子供のころケイトと遊んだ女の子である。
その特異な能力を長瀬に見出された後は長瀬の息のかかったUGNの研究施設の中で訓練を行う毎日であったため、ケイトと遊んだことは彼女にとって大切な思い出となっている。
失敗作である結希がオリジナルの葵より自由な行動が許され、優秀なエージェントとして脚光を浴び、ついには幼いころの思い出の少年であるケイトと仲良くなったことに対して嫉妬している。
"ノーブル・グレイ"神崎灰枝（かんざき かいえ）、黒の千影（ちかげ）、紅の朱里（しゅり）、黄緑の萌（もえ）、黄色の黄麗（ホアンリー）
葵のクローンたちで、灰枝をリーダーとする。ダイナストによって作られたため、長瀬や葵本人はその存在を知らない。
自身を生み出したダイナストを父親のように慕っており、その後継者であるケイトを日常から引き離すため、ケイトの周辺にいる人たちをその身辺から切り離していく。
なお、同じく葵のクローンである結希のことを彼女たちやダイナストはグリーンと呼ぶ。
"ダイナスト"
世界の支配者、世界の中心に立つ者とも呼ばれる謎の人物。見た目は五十歳代半ば程の身なりのいい男性で、常に優しげな微笑みを浮かべている。歴史的に重要な出来事やレネゲイド関連の事件が起きた場所でその存在が確認されており、UGN、FHの創設にも関わっている。UGNのデータには古代種、FHのデータには起源種として登録されている。
ケイトを自身の後継者にするために動いており、18歳の誕生日を迎えるまでに日常から引き離そうとした。
"ネームレス"
永斗の知り合いの情報屋。Mission 02で永斗が彼の名前をころころと変えたため、「いくつもの偽名を使い分けているため、本名は誰も知らない」という設定となった。
動物を操って情報の収集や依頼人との接触を行っているため、その性別すら不明である。その動物は多岐にわたり、作中だけでも犬・カラス・フナを操っている。

## 『ダブルクロス』への影響
前述の通り、当リプレイ第1巻は『ダブルクロス The 2nd Edition』の基本ルールブック発売とほぼ同時期に発売されている。そのため、基本ルールブックにはMission 02の裏で進行していた話をプレイするシナリオが付属している。
また、「エンドライン」ステージはMission 02がプレイヤーの敗北で終結した場合を描いた基本ステージのパラレルワールドとなっている。

## 書誌情報
ダブルクロス・リプレイ 闇に降る雪-Queen of Blue-
第1巻。キャラクター作成の場面を描いたMission 00「産み落とされた四人の"オーヴァード"」、Mission 01「青き獣-Blue Beast-」、およびMission 02「闇に降る雪-Queen of Blue-」を掲載。
2003年2月発行 ISBN 4-8291-4382-7
ダブルクロス・リプレイ 聖夜に鳴る鐘-Dynast-
第2巻。Mission 03「灰色の霧-Noble Gray-」およびMission 04「聖夜に鳴る鐘-Dynast-」を掲載。
2003年10月発行 ISBN 4-8291-4390-8